# Frank W. Rollins
Frank West Rollins, född 24 februari 1860 i Concord i New Hampshire, död 27 oktober 1915 i Boston i Massachusetts, var en amerikansk politiker (republikan). Han var New Hampshires guvernör 1899–1901.
Rollins efterträdde 1899 George A. Ramsdell som guvernör och efterträddes 1901 av Chester B. Jordan.